# グレイの襲撃
グレイの襲撃（グレイのしゅうげき、英: Grey's raid）は、アメリカ独立戦争の1778年9月、マサチューセッツに対して行われたイギリス軍の作戦である。チャールズ・グレイ少将が率いた部隊がニューベッドフォードとフェアヘイブンの村およびマーサズ・ヴィニヤードを襲撃した。この襲撃は1778年から1781年に、イギリス軍がアメリカの海岸部にある集落に対して行った一連の襲撃では最初のものになった。
グレイの部隊4,000名は、元々ロードアイランドのニューポートが短期間アメリカ軍に包囲されたものを救出することが目的だったが、アメリカ軍が既に撤退した後だったので、イギリス軍の北アメリカ総司令官ヘンリー・クリントン将軍が襲撃を行うよう振り向けたものだった。9月5日と6日、グレイ隊はニューベッドフォードとフェアヘイブンを襲撃したが、フェアヘイブンでそこそこの抵抗に遭っただけだった。ニューベッドフォードでは倉庫、船舶、物資を破壊しており、そのときは地元民兵隊のささやかな抵抗にあった。フェアヘイブンでは民兵隊を編成できる時間があったので、抵抗され、あまり施設を破壊することはできなかった。グレイは続いて防御態勢の無かったマーサズ・ヴィニヤードに渡った。9月10日から15日の間にマーサズ・ヴィニヤードの住人は1万頭の羊、300頭の雄牛、さらに島にある武器の大半を差し出した。

## 背景
1776年12月、イギリス軍はロードアイランドのニューポートを占領した。そこはイギリス海軍が基地として使うようになり、守備隊を支援したので、ニューイングランドのアメリカ軍にはこれを排除するだけの勢力が無かった。1778年、イギリスに対してフランスとアメリカが同盟を結び、フランスが参戦したので、事情は変わってきた。フランスはデスタン伯爵の指揮下に艦隊を派遣し、同年7月にはニューヨーク市沖に到着して、陸上部隊と海上部隊からの支援を行った。デスタンは、ニューヨーク港のイギリス軍の守りが厚く、また砂州があってその大型の艦船には水深が足りないことが分かったので、ニューポートに向かい、大陸軍のジョン・サリバン将軍と共にニューポート守備隊の包囲の準備を始めた。
ヘンリー・クリントン将軍はニューポートが危ないと分かると、チャールズ・グレイ少将指揮下の4,000名にはロードアイランドに渡る準備をさせ、海軍のリチャード・ハウ提督にはニューヨーク港を出港して、デスタン艦隊に対抗させることにした。デスタンはハウとの決戦に備えるために、8月10日にニューポート港を出港した。両艦隊が戦闘の位置取りを巡って繰艦している間に、嵐が起こり、両艦隊を散り散りにさせ、損傷を与えた。デスタンはニューポートを放棄する決断を下し、艦船の修繕のためにボストンに向かった。サリバン将軍はこの時までに、フランス軍の支援無しにニューポートの包囲作戦を始めており、これに反応したクリントンは8月26日に、グレイ隊にニューポートに向かうよう命じた。クリントンもこの部隊に同行したが、逆風のために進行が遅れた。イギリス軍がニューポートに到着した9月1日には、アメリカ軍は防御態勢を採っていただけでなく、8月29日のロードアイランドの戦いで決着が付かなかった後は島から退却していた。
クリントンは、ニューポートにグレイ隊を降ろさせず、別の目標を逐わせることに決めた。1778年3月に発せられていたその命令には、海岸部の集落を襲撃し、造船設備や物資を破壊することが含まれていた。この考え方に添って、クリントンは襲撃を行える可能性のある場所として、艦隊にコネチカットニューロンドンに向かうよう命じた。そこでは上陸を妨げるような艦船が少ないことが分かったので、グレイに「時間をおかず東に進んで」マサチューセッツ本土のニューベッドフォードとフェアヘイブン、さらにはマーサズ・ヴィニヤード島への襲撃を行うよう命じた。

## ニューベッドフォードとフェアヘイブン

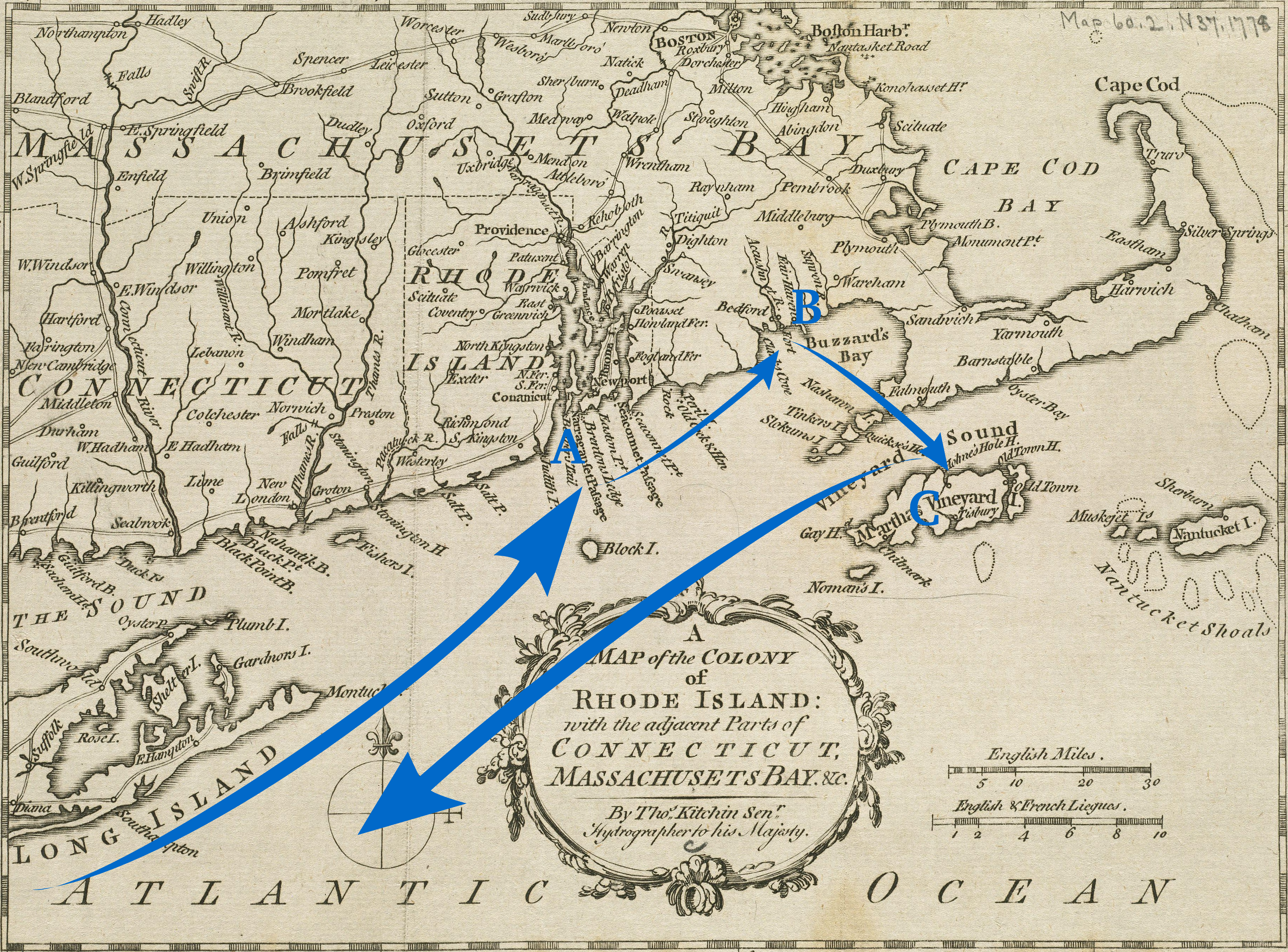
1778年の地図、この遠征の経路を示す。マーク"A"はニューポート、マーク"B"はニューベッドフォードとフェアヘイブン、マーク"C"はマーサズ・ヴィニヤードを示す

9月4日早朝、グレイの艦隊はイギリス海軍ロバート・ファンショー艦長のフリゲート艦HMSキャリーズフォートが先導し、バザーズ湾に向かった。その途中でハウ提督の艦隊と出遭った。ハウは襲撃が完了するまでブロック島近くに留まることに合意した。その日の午後にバザーズ湾に到着し、キャリーズフォートは2度岩礁に当たる不運に見舞われたが、大したことはなく、艦隊はニューベッドフォードとフェアヘイブンに向かうべくアクシネット川を遡った。その夜、グレイは川の西岸クラークスポイントで部隊を上陸させた。その夜と翌朝は「アクシネット川の全体で」船舶、倉庫、桟橋を破壊することで時間が使われた。破壊された船舶の多くは、この2つの町から出撃した私掠行為によって捕獲した戦利品だった。イギリス軍が火を付けたことで生じた大火が家屋や礼拝所にも回り、20マイル (32 km) ほど離れたニューポートでも見られるほど明るくなった。9月5日夜、フェアヘイブン側に築かれた小さな砦から38名の砲兵がイギリス艦船に砲撃があった。この部隊はその後、砦の大砲を固定して使えなくしてから放棄し、戦旗は翻したままにしていた。イギリス軍は短時間反撃し、その後砦の大砲を破壊した。
グレイ隊はアクシネット川の上流を回って東岸に移り、宿営した。翌朝部隊は再度乗船したが、グレイ将軍はフェアヘイブンにも襲撃を行うと決断した。そうしている間に地元民兵がフェアヘイブン防衛のために到着し初め、イズラエル・フェアリング少佐が、上級の大佐から指揮を引き継いだ。その大佐は積極的に防衛を行うことを躊躇していた。9月6日朝にイギリス軍がフェアヘイブンに接近すると、フェアリングは村と上陸点の間に約150名の民兵を配置した。イギリス軍は近くの建物数軒に火を付けた後、村に向かって前進した。この時点でフェアリング隊の兵士がマスケット銃の一斉射撃を行ったので、イギリス軍は急ぎ艦船の方に撤退することになった。

## マーサズ・ヴィニヤード
グレイは副官のジョン・アンドレ大尉をニューヨークに派遣して、家畜を運ぶための輸送船を要請させた。その後はマーサズ・ヴィニヤード襲撃に向かった。逆風のために艦船の動きは鈍く、9月10日になってホームズホール港（現在のビニヤードヘイブン）に到着できた。風向きが悪かったので、グレイはナンタケット島への襲撃は諦め、マーサズ・ヴィニヤードで家畜を集めることに集中した。
マーサズ・ヴィニヤードの代表市民3人がキャリーズフォートを訪れ、イギリス軍の望むところを尋ねた。グレイは民兵の武器、公的な金銭、300頭の雄牛、1万頭の羊を要求した。この無防備な島人がその要求に応じなければ、部隊を上陸させて捕獲させると脅した。2日後、島人は6,000頭の羊と130頭の雄牛を艦隊のところに運んできた。グレイはこれに満足せず、9月12日には小部隊を上陸させて手続きを加速させ、さらに地域で見つけた船舶を破壊させた。9月14日までに要求通り1万頭の羊と300頭の雄牛が集められ、さらに地元民兵隊の武器や、第二次大陸会議に納税する予定だった950ポンドが差し出された。グレイは9月15日にマーサズ・ヴィニヤードを発ち、2日後にニューヨーク港に帰還した。

## 襲撃の後

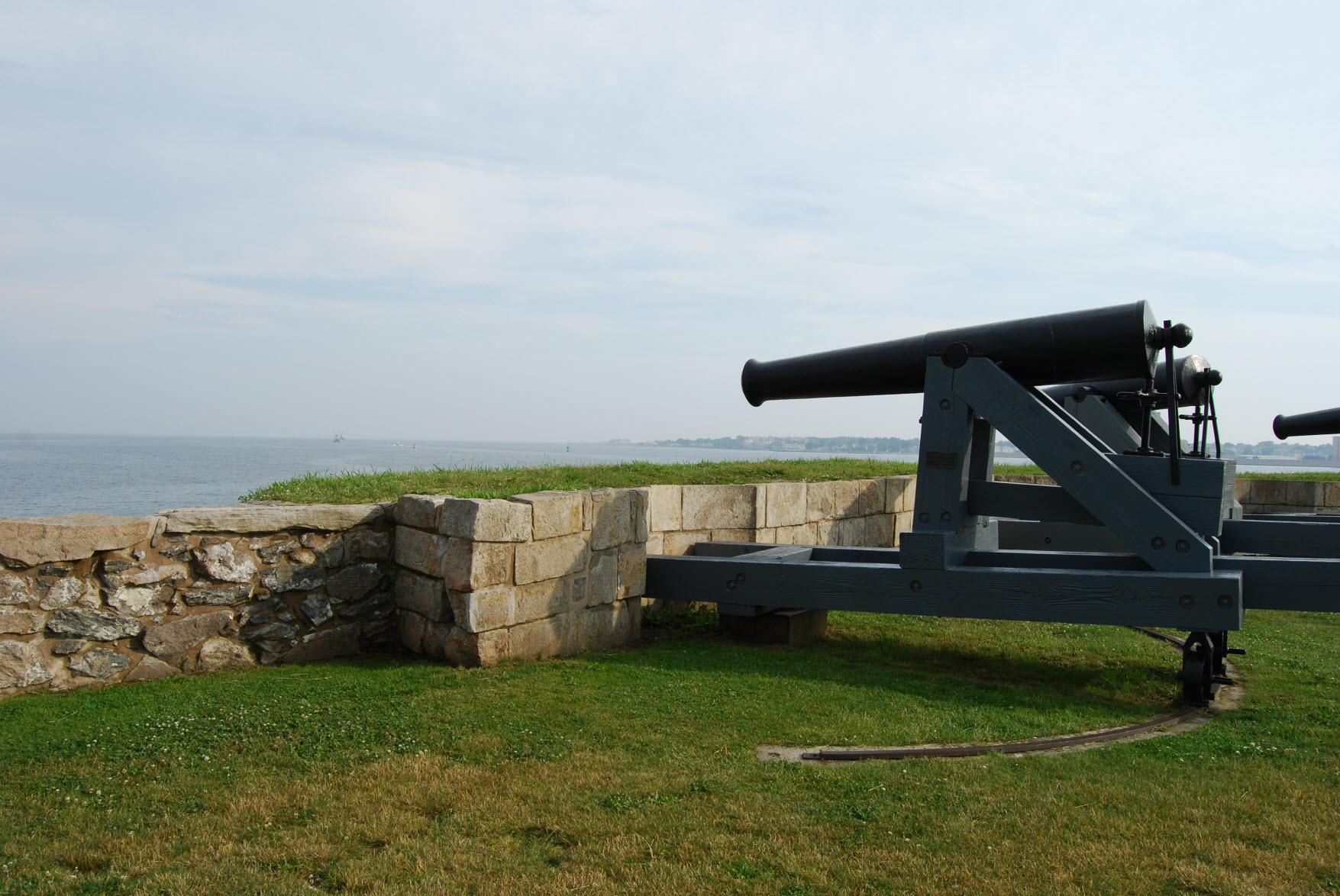
フェニックス砦からの眺め

この遠征に関するグレイの報告では、1名が戦死、4名が負傷、16名が行方不明とされていた。またアメリカ側守備隊は4名が戦死し、ニューベッドフォードでは16名を捕虜に取って、行方不明の者に入れ替えたとも報告していた。この襲撃に続いて、1778年10月にはニュージャージーのリトルエッグハーバー、1779年にはチェサピーク湾添いとコネチカット海岸の集落に対する襲撃が行われた。1781年、イギリス軍に寝返ったベネディクト・アーノルド将軍の率いる襲撃隊が、バージニアでヨークタウン方面作戦を始めた。アーノルドは1781年9月にコネチカットのニューロンドンとグロトンに対する別の遠征隊を率いた。その遠征は苛烈さで悪名高いものになった。グロトンはアーノルドが育った町に近かった。
ニューベッドフォードでは、家屋11軒、店舗21軒、様々な大きさの船舶34隻、およびロープウォーク1つが破壊され、物資や海軍用物資も失われた。ニューベッドフォードとフェアヘイブンで被った被害総額は2万ポンドから10万ポンドに上ると推計され、その多くは船舶と物資を失ったことだった。マーサズ・ヴィニヤード住人はこの襲撃でうけた損失に対し1万ポンド以上の求償を請願した。クリントン将軍の後継者ガイ・カールトンはこれら請求にたいして3,000ポンドを支払った。
アクシネット川河口にある砦はその後再建され、フェニックス砦と命名された。米英戦争の時には守備隊が駐屯した。現在アメリカ合衆国国家歴史登録財に指定されている。